# دانييلي رومانو
دانييلي رومانو (5 مايو 1993 في سويسرا - ) هو لاعب كرة قدم سويسري في مركز الوسط. لعب مع نادي آراو ونادي فولن.

## وصلات خارجية
- دانييلي رومانو على موقع قاعدة بيانات كرة القدم.إي يو (الإنجليزية)
- دانييلي رومانو على موقع Soccerway.com (الإنجليزية)